# برنار کومان
برنار کومان (به فرانسوی: Bernard Comment) نویسنده قرن بیستم میلادی فرانسوی زبان اهل سوئیس است.